# Euproctis strigata
Euproctis strigata är en fjärilsart som beskrevs av Aurivillius 1894. Euproctis strigata ingår i släktet Euproctis och familjen tofsspinnare. Inga underarter finns listade i Catalogue of Life.